# تيطس
تيطس أحد شخصيات العهد الجديد، ذكر في عدة رسائل لبولس ووجه إليه رسالة حفظت باسمه ضمن قانون العهد الجديد، هي رسالة بولس الرسول إلى تيطس.
لا نعرف الكثير عن تيطس إذ لم يرد ذكره في سفر أعمال الرسل، ولد لأسرة يونانية وثنية، وانتقل إلى المسيحية على يد بولس، وسرعان ما تحول إلى واحد من تلاميذه المقربين فسافر معه إلى القدس، وبرز دوره في حل الأزمة القورنتية، وقلب الوضع لصالح بولس، عهد إليه بطرس شؤون الجماعات المسيحية في كريت فأصبح أول أسقف عليها، والراجح أنه سجن مع بولس فترة من الزمن، وبعد إطلاق سراحه انتقل إلى دلماطية حيث كتب إليه بولس الرسالة الشهيرة باسمه، وقضى بقية حياته هناك، ومن غير المعروف تاريخ وفاته، والراجع أنها بين عامي 96 و107، يعتبر في الكنيسة قديسًا ويحتفل بتذكاره في 26 يناير.

## مواضيع ذات صلة
- رسالة بولس الرسول إلى تيطس